# Hugo Kerchnawe

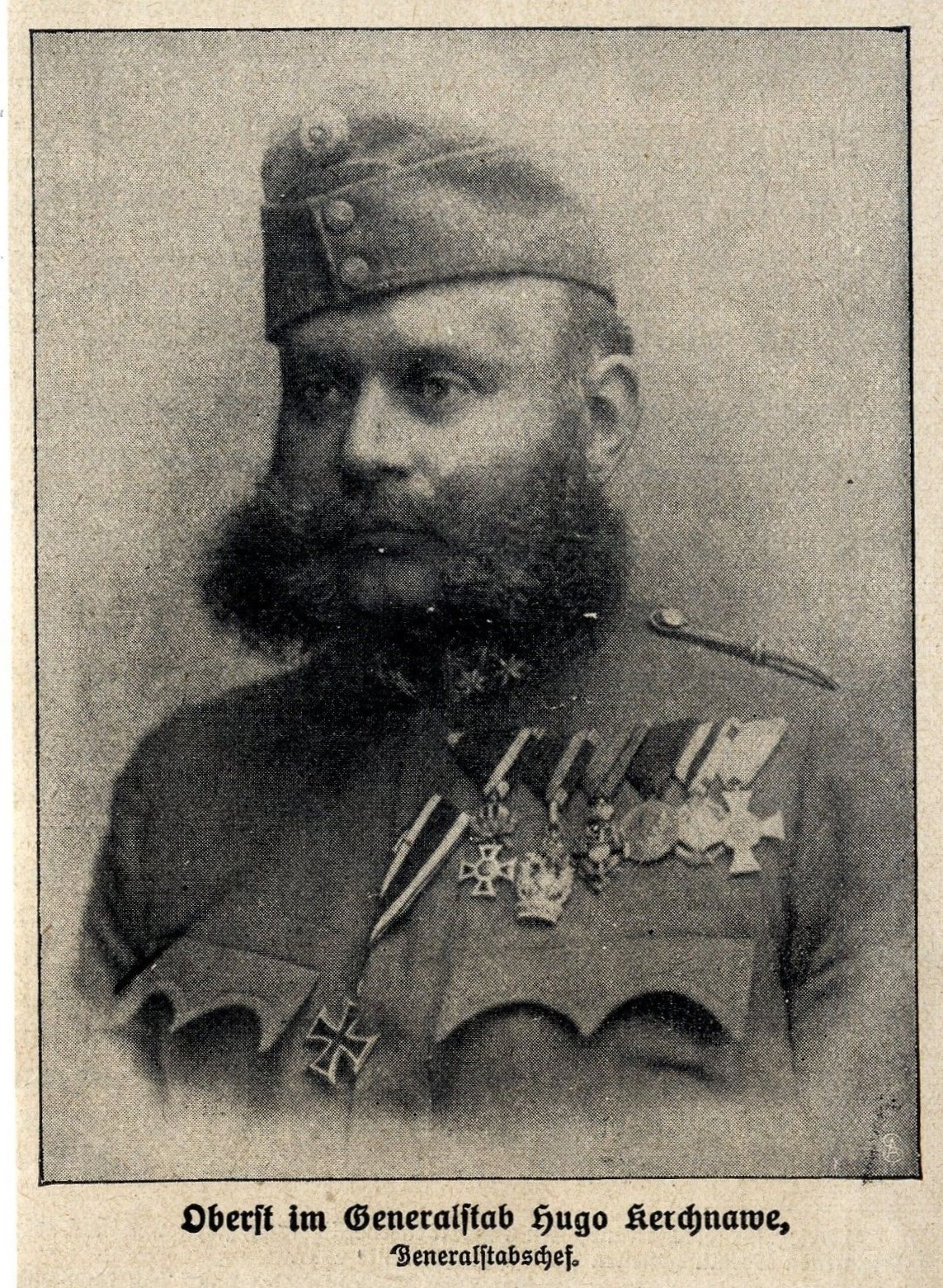
Hugo Kerchnawe (1917)

Hugo Kerchnawe (* 10. Februar 1872 in Klosterneuburg; † 6. Juni 1949 in Wien) war ein österreichischer Generalmajor und Militärhistoriker.

## Leben
Kerchnawe war der Sohn von Oberstleutnant Hugo Kerchnawe (1834–1897). Er besuchte die Militär-Unterrealschule in Eisenstadt und die Militär-Oberrealschule in Mährisch Weißkirchen und studierte an der Artillerieabteilung der Technischen Militärakademie in Wien. 1892 wurde er Leutnant. 1895 bis 1897 besuchte er die Kriegsschule in Wien (Generalstabsausbildung), wurde 1896 Oberleutnant und war bei der 5. Infanteriebrigade in Linz, und 1899 bis 1901 war er im Truppendienst in Komorn (ab 1899 als Hauptmann). 1902 kam er zum Kriegsarchiv des Generalstabs und war dort bis 1908. Er forschte damals besonders zu den Napoleonischen Kriegen. 1909 wurde er Major und 1912 Oberstleutnant. 1909 bis 1911 war er in Miskolc (Komitat Borsod) Generalstabschef der 15. Infanterie-Division. 1911 bis 1914 war er Lehrer für Kriegsgeschichte an der Kriegsschule in Wien.
Im Ersten Weltkrieg diente er im Generalstab des 2. Armeekommandos in Serbien und danach in Russland, wo er im Artillerie-Korps unter dem preußischen General Remus von Woyrsch diente. Januar 1915 bis Juli 1916 war er Kommandeur des Feldkanonenregiments 16 (später von Nr. 27) an der russischen Front. Ab 1915 war er Oberst. 1916 wurde er Generalstabschef des Gouvernements Serbien in Belgrad, wo er sich um den Aufbau der Zivilverwaltung (Verkehr, Sanitätswesen, Landwirtschaft) verdient machte.
1920 bis 1925 war er als Titular-Generalmajor Leiter des Büros für Rücklieferungen im Militär-Liquidierungsamt in Wien.
Er befasste sich auch mit Militärpolitik und verfasste 1907 den Roman Unser letzter Kampf als Gegenschrift zu Werken der Pazifistin Bertha von Suttner. Darin sah er die Niederlage im Ersten Weltkrieg voraus. Der Roman erregte zu seiner Zeit Aufsehen und einige verdächtigten Kerchnawe auch, Autor des etwa zur gleichen Zeit erschienenen Zukunftsromans 1906. Der Zusammenbruch der Alten Welt gewesen zu sein (der aber von Ferdinand Grautoff stammt, Pseudonym Seestern). Nach dem Ersten Weltkrieg schrieb er über die Niederlage und das Ende der alten k.u.k. Armee und deren Geschichte.
Er war Herausgeber der Schriften von C. Bigot de Saint-Quentin (1911). 1921 bis 1938 leitete er die Österreichische Gesellschaft für Heereskunde.
Sein Nachlass ist im Kriegsarchiv Wien.

## Schriften
- Die österreichische Relation über die Schlacht von San Martino 1859, Österreichische Militärische Zeitschrift, 1904, S. 1045.
- Kavallerie-Verwendung, Aufklärung und Armeeführung bei der Haupt-Armee in den entscheidenden Tagen von Leipzig (2.–14.10. 1813), 1904.
- Kolin, 1907.
- Kavallerie Waffen in Schleswig-Holstein und Jütland 1864, 1907.
- Unser letzter Kampf, das Vermächtnis eines alten kaiserlichen Soldaten, Wien und Leipzig, C. W. Stern, 1907, Archive
- Gedanken über den zeitgemäßen Aufbau unserer Wehrmacht, 1907.
- 60 Jahre Österreichisch-Ungarische Kavallerie 1848–1908, 1908.
- Die Vorgeschichte von 1866, 1909 (anonym)
- Das Machtaufgebot Österreichs im Jahr 1809, Österreichische Militärische Zeitschrift, 1909, S. 571.
- Mitarbeit bei: Kriege unter der Regierung des Kaisers Franz, 1809, Band 3, 4, 1909, 1910.
- Aspern, 1910.
- Die Entwicklung unserer Armee zur Zeit des Erzherzogs Karl, Österreichische Militärische Zeitschrift, 1912, S. 715, 899, 1069.
- mit A. Veltzé: Feldmarschall Karl Fürst zu Schwarzenberg, 1913.
- Der Zusammenbruch der Österreichisch-Ungarischen Wehrmacht 1918, 1921.
- Die Militärverwaltung in den von österreichisch-ungarischen Truppen besetzten Gebieten, in: Wirtschafts- und Sozialgeschichte des Weltkrieges, 1928.
- Feldmarschall Fürst zu Windisch-Grätz und die Russenhilfe 1848, 1930.
- Die unzureichende Kriegsrüstung der Mittelmächte als Hauptursache der Niederlage, in: Österreich-Ungarns letzter Krieg, Ergänzungsheft 4, 1932.
- Die Überwindung der ersten Weltrevolution, 1932.
- mit E. Ottenschläger: Ehrenbuch unserer Artillerie, 2 Bände, 1935, 1936.
- Die alte k.k. Militärgrenze. Ein Schutzwall Europas, in: Reihe Südost, Folge 1/21, 1939.
- mit M. Brunner: 224 Jahre Technische Militärakademie 1717–1942, 1942.
- Prinz Eugen von Savoyen. Eine militärisch-biographische Studie, 1944.
- Radetzky. Eine militärisch-biographische Studie, 1944.